# Enzo Tejada
Enzo Nahuel Tejada (Las Heras, Provincia de Mendoza, Argentina; 27 de enero de 1997) es un futbolista argentino. Juega como mediocampista y su actual equipo es Gutiérrez Sport Club del Torneo Federal A.

## Trayectoria
Surgido de las inferiores de Gimnasia y Esgrima de Mendoza, en 2015 hizo su debut profesional en el marco de la Primera B Nacional. En 2016 tuvo un fugaz paso por las inferiores del Internacional de Porto Alegre, donde no pudo firmar por falta de cupo de extranjeros, por lo que debió regresar al equipo mendocino.
Meses más tarde se sumó a Unión de Santa Fe de la Primera División, donde no tuvo chances en el plantel profesional y jugó únicamente en el equipo de Reserva.

## Clubes
| Club                          | País      | Año       |
| ----------------------------- | --------- | --------- |
| Gimnasia y Esgrima de Mendoza | Argentina | 2015-2016 |
| Unión de Santa Fe             | Argentina | 2016-2017 |
| Gimnasia y Esgrima de Mendoza | Argentina | 2017-2018 |
| FADEP                         | Argentina | 2019      |
| Huracán Las Heras             | Argentina | 2019-2024 |
| Gutierrez SC                  | Argentina | 2024-Act. |

### Estadísticas
- Actualizado al 30 de junio de 2020

| Club                        | Div.                | Temporada           | Liga | Liga | Copa Nacional | Copa Nacional | Copa Internacional | Copa Internacional | Total | Total |
| Club                        | Div.                | Temporada           | PJ   | G    | PJ            | G             | PJ                 | G                  | PJ    | G     |
| --------------------------- | ------------------- | ------------------- | ---- | ---- | ------------- | ------------- | ------------------ | ------------------ | ----- | ----- |
| Gimnasia (M) Argentina      |                     |                     |      |      |               |               |                    |                    |       |       |
| 2.ª                         | 2015                | 5                   | 0    | -    | -             | -             | -                  | 5                  | 0     |       |
| 3.ª                         | 2016                | 4                   | 0    | -    | -             | -             | -                  | 4                  | 0     |       |
| Total                       | Total               | 9                   | 0    | -    | -             | -             | -                  | 9                  | 0     |       |
| Unión Argentina             |                     |                     |      |      |               |               |                    |                    |       |       |
| 1.ª                         | 2016/17             | 0                   | 0    | 0    | 0             | -             | -                  | 0                  | 0     |       |
| Total                       | Total               | 0                   | 0    | 0    | 0             | -             | -                  | 0                  | 0     |       |
| Gimnasia (M) Argentina      |                     |                     |      |      |               |               |                    |                    |       |       |
| 3.ª                         | 2017/18             | 2                   | 0    | -    | -             | -             | -                  | 2                  | 0     |       |
| 2.ª                         | 2018/19             | 0                   | 0    | -    | -             | -             | -                  | 0                  | 0     |       |
| Total                       | Total               | 2                   | 0    | -    | -             | -             | -                  | 2                  | 0     |       |
| FADEP Argentina             |                     |                     |      |      |               |               |                    |                    |       |       |
| 4.ª                         | 2019                | 6                   | 3    | -    | -             | -             | -                  | 6                  | 3     |       |
| Total                       | Total               | 6                   | 3    | -    | -             | -             | -                  | 6                  | 3     |       |
| Huracán Las Heras Argentina |                     |                     |      |      |               |               |                    |                    |       |       |
| 3.ª                         | 2019/20             | 9                   | 0    | 0    | 0             | -             | -                  | 9                  | 0     |       |
| Total                       | Total               | 9                   | 0    | 0    | 0             | -             | -                  | 9                  | 0     |       |
| Total en su carrera         | Total en su carrera | Total en su carrera | 26   | 3    | 0             | 0             | -                  | -                  | 26    | 3     |

## Palmarés
| Título                  | Club                   | País      | Año  |
| ----------------------- | ---------------------- | --------- | ---- |
| Ascenso a la B Nacional | Gimnasia y Esgrima (M) | Argentina | 2018 |